# 井坂肇
井坂 肇（いさか はじめ、1990年4月4日 - ）は、東京都世田谷区出身の元プロ野球選手（投手）。現役引退後の2020年からは、星槎道都大学で経営学部経営学科の助教と硬式野球部のコーチを務め、2024年現在は専任講師。
東京大学から日本の独立リーグでのプレーを経験した初めての野球選手。父は映画監督の井坂聡で、父も東京大学野球部の選手だった。

## 経歴
小学生の頃、元東大野球部の父・聡に連れられて、明治神宮野球場で東京六大学野球を観戦したことを切っ掛けに、父と同じく東大野球部に属することを目指すようになる。小学時代はサッカー部だったが、世田谷区立深沢中学校時代から目黒西シニアで外野手として野球を始める。東京都立日比谷高等学校進学後に投手となり、2年生夏の東東京大会では第1戦で加藤正志がエースの東京実業高を相手に延長再試合に持ち込むほどの力投を見せた。
高校野球を終えた後に受験勉強に取り組み、一浪の末、2010年に東京大学理科二類入学。2012年、農学部生物環境工学に進学。父と同じく硬式野球部へ所属し、右投手として、1年時の秋から東京六大学野球のリーグ戦に登板した。最速145km/hのストレートを投げることで注目されたが、2年時の春に右肩の関節を損傷してから調子を崩したため、在学中のリーグ戦では通算で8試合の登板にとどまった（通算成績0勝0敗）。
東京大学の4年生だった2013年12月6日に、BCリーグのドラフト会議で、信濃グランセローズから1巡目で指名。卒業後の2014年に入団した。日本のプロ野球独立リーグのドラフト会議で指名を受けて入団した東京大学の関係者は、肇が初めてであった。
信濃には2015年まで所属したものの、リーグ戦での通算投球回数は、2シーズンで10イニングにも満たなかった。2016年から四国アイランドリーグplusの高知ファイティングドッグスに所属したが、大学時代に痛めた右肩のコンディションが回復しないまま、2017年のシーズン終了後に任意引退選手扱いで高知を退団した。
現役からの引退後は、野球の指導者になることを目指し、教員免許取得に向けて2018年から日本大学通信教育部に通う。更にプロ野球経験者による大学・高校野球の指導に必要な資格（学生野球資格）の回復に向けて講習会を受講。2019年2月5日付で日本学生野球協会から資格回復の適性を認定されたことによって、同協会に加盟する大学・高校の硬式野球部での指導が可能になった。
独立リーグ時代の知人からの紹介で、2020年1月10日から星槎道都大学硬式野球部のコーチに就任。前述した経歴から、経営学部経営学科の助教として、環境に関する講義も任されている。2024年現在は同学科の専任講師となっている。

## 選手としての特徴
最速145km/hのストレートを投げるほか、変化球はスライダー、カーブ、フォークを投げた。大学時代に右肩を負傷してからは制球力が安定しなくなっていた。信濃入団後は右肩に負担の少ないサイドスローにも挑戦した。

## 詳細情報

### 独立リーグでの投手成績
| 年 度    | 球 団    | 登 板 | 先 発 | 完 投 | 完 封 | 無 四 球 | 勝 利 | 敗 戦 | セ 丨 ブ | ホ 丨 ル ド | 勝 率 | 打 者 | 投 球 回 | 被 安 打 | 被 本 塁 打 | 与 四 球 | 敬 遠 | 与 死 球 | 奪 三 振 | 暴 投 | ボ 丨 ク | 失 点 | 自 責 点 | 防 御 率 | W H I P |
| -------- | -------- | ----- | ----- | ----- | ----- | -------- | ----- | ----- | -------- | ----------- | ----- | ----- | -------- | -------- | ----------- | -------- | ----- | -------- | -------- | ----- | -------- | ----- | -------- | -------- | ------- |
| 2014     | 信濃     | 1     | -     | -     | -     | -        | 0     | 1     | 0        | -           | .000  | 12    | 1.1      | 4        | 0           | 3        | -     | 1        | 0        | 0     | 0        | 5     | 3        | 20.25    | 5.25    |
| 2015     | 信濃     | 2     | -     | -     | -     | -        | 0     | 1     | 0        | -           | .000  | 18    | 3.0      | 2        | 0           | 3        | -     | 2        | 0        | 0     | 1        | 5     | 3        | 9.00     | 1.67    |
| 2016     | 高知     | 1     | -     | 0     | 0     | 0        | 0     | 1     | 0        | -           | .000  | 18    | 3.0      | 5        | 1           | 3        | -     | 1        | 0        | -     | -        | 2     | 2        | 6.00     | 2.67    |
| 2017     | 高知     | 3     | -     | 0     | 0     | 0        | 0     | 0     | 0        | -           | .000  | 12    | 3.0      | 2        | 0           | 1        | -     | 1        | 0        | -     | -        | 1     | 1        | 3.00     | 1.00    |
| BCL：2年 | BCL：2年 | 3     | -     | -     | -     | -        | 0     | 2     | 0        | -           | .000  | 30    | 4.1      | 6        | 0           | 6        | -     | 3        | 0        | 0     | 1        | 10    | 6        | 12.46    | 2.77    |
| IL：2年  | IL：2年  | 4     | -     | 0     | 0     | 0        | 0     | 1     | 0        | -           | .000  | 30    | 6.0      | 7        | 1           | 4        | -     | 2        | 0        | -     | -        | 3     | 3        | 4.50     | 1.83    |

### 背番号
- 17 （2014年 - 2015年）
- 12 （2016年 - 2017年）